# Surfside Beach (Texas)
Surfside Beach es una ciudad ubicada en el condado de Brazoria en el estado estadounidense de Texas. En el Censo de 2010 tenía una población de 482 habitantes y una densidad poblacional de 82,9 personas por km².
En la primavera de 1832, por orden del general Mexicano Manuel de Mier y Terán, se construyó en sus inmediaciones el Fuerte Velasco, para evitar el contrabando en la región. El fuerte sería tomado y destruido por fuerzas texanas, comandadas por John Austin, el 29 de junio rindiéndose el comandante Domingo Ugartechea. Este suceso fue uno de los antecedentes de la Independencia de Texas. La fortificación sería reconstruida por los texanos en 1836, haciendo de capital provisional en mayo, hasta su traslado a Columbia. Sería definitivamente abandonado al final de la guerra de Secesión en 1865. 

## Geografía
Surfside Beach se encuentra ubicada en las coordenadas 28°57′8″N 95°17′5″O / 28.95222, -95.28472. Según la Oficina del Censo de los Estados Unidos, Surfside Beach tiene una superficie total de 5.81 km², de la cual 4.35 km² corresponden a tierra firme y (25.21%) 1.47 km² es agua.

## Demografía
Según el censo de 2010, había 482 personas residiendo en Surfside Beach. La densidad de población era de 82,9 hab./km². De los 482 habitantes, Surfside Beach estaba compuesto por el 93.78% blancos, el 1.66% eran afroamericanos, el 1.04% eran amerindios, el 1.04% eran asiáticos, el 0% eran isleños del Pacífico, el 1.66% eran de otras razas y el 0.83% pertenecían a dos o más razas. Del total de la población el 6.64% eran hispanos o latinos de cualquier raza.